# Okuizumo (Shimane)
Okuizumo (奥出雲町 Okuizumo-chō?) es un pueblo localizado en la prefectura de Shimane, Japón. En junio de 2019 tenía una población estimada de 11.995 habitantes y una densidad de población de 32,6 personas por km². Su área total es de 368,01 km².

## Geografía

### Localidades circundantes
- Prefectura de Shimane
  - Yasugi
  - Unnan
- Prefectura de Hiroshima
  - Shōbara
- Prefectura de Tottori
  - Nichinan

## Demografía
Según los datos del censo japonés, esta es la población de Okuizumo en los últimos años.
| Año del censo | Población |
| ------------- | --------- |
| 1995          | 17.426    |
| 2000          | 16.689    |
| 2005          | 15.812    |
| 2010          | 14.456    |
| 2015          | 13.063    |